# Новиградско-Море
Новиградско-Море (хорв. Novigradsko more) — глубоко вдающийся залив в восточной части Адриатического моря, в северной Далмации на территории Хорватии.
На северо-западе залив соединён с Велебитским проливом (часть Адриатического моря между островом Паг и побережьем) 4-х километровым Новским проливом, а на юге Каринским проливом соединён с заливом Каринско-Море. Длина залива с запада на восток 11 километров, наибольшая ширина 4,8 километра. Площадь залива около 28,6 км². Длина береговой линии составляет 29,7 км. Максимальная глубина 38 метров непосредственно у входа в Новский пролив, глубины 30 метров и более занимают лишь небольшую часть залива вблизи Новского пролива. Глубины более 20 метров занимают немногим более 50 % площади залива. В залив впадает река Зрманя. На берегу залива расположен посёлок Новиград.
В 1992—1993 берега Новиградско-Моря стали ареной ожесточённых боёв между хорватской армией и войсками Республики Сербская Краина. В 1992 году южный берег залива и Новиград были заняты сербами, целью которых было разрушение стратегически важного моста над Новским проливом. Северный берег оставался под контролем хорватов. В 1993 году в ходе операции «Масленица» южный берег был занят хорватской армией.